# Anfield
Anfield Liverpool egyik kerülete Angliában, valamint Liverpool Városi Tanács egy választókerülete. 

## A név eredete
Területét eredetileg közlegelőként használták és Hanging-fields vagy Hangfield névvel illették, utalva a mélyen süppedő talajra. A nevet gyakran Hongfield vagy Honghfield alakban írták. Egy 1810-es újságban egyes földterületeket úgy hirdettek, hogy Fields in Walton-on-the-Hill, called Hanging-fields. Az Ordnance Survey brit közigazgatási ügynökség 1840-es térképe egy épületet jelöl ezen a helyen, mely köré a kerület kiépült.

## Sport
A városrész főleg arról nevezetes, hogy itt van az Anfield Stadion, a Liverpool FC mostani otthona, egyben az Everton FC egykori pályája.

## Parkok
Anfieldben van Liverpool Viktória korabeli parkjainak egyike, a Stanley Park, 45 hektár területen (a Liverpool FC új, épülő stadionjának helye). Ez a park választja el az Anfield Stadiont a Goodison Parktól, amely a Merseyside-i Waltonhoz tartozik.

## Híres lakói
- William Herbert Wallace